# Illui
Illui (hébreu : עילוי ou עלוי ou encore ilui et au pluriell: illuim) est l'appellation donnée dans le judaïsme orthodoxe à un jeune prodige.
Illui est un nom (signifiant "au dessus de," "élévation," provenant de la racine  על signifiant "en haut" ou "au dessus de" ), en hébreu.

## Illuim
- Samuel Belkin
- Yitzchok Hutner
- Aharon Kotler[2]
- Chava Shapiro
- Elazar Shach
- Yitzchak Elchanan Spektor
- Solomon Maimon